# 人魚伝説
『人魚伝説』（にんぎょでんせつ）は、1998年4月1日に発売された桂銀淑の18枚目のシングルである。発売元はトーラスレコード。

## 解説
ラテン調のリズムで軽快な楽曲。
1993年発売の「アモーレ 〜はげしく愛して〜」以来、5年振りに浜圭介が楽曲を提供し、ゴールデンコンビが復活した。この曲をきっかけに、再び浜の楽曲を歌うことになる。

## 収録曲
1. 人魚伝説
  - 作詞: 岡田冨美子、作曲: 浜圭介、編曲: 今泉敏郎
2. 冬凪の海岸ホテル
  - 作詞: 大津あきら、作曲: 浜圭介、編曲: 今泉敏郎